# Pankreatikoskopie
Pankreatikoskopie (von griech.: πάγκρεας [pánkreas] ‚Bauchspeicheldrüse‘ und σκοπεῖν [skopein] ‚beobachten‘) ist ein internistisches bildgebendes Verfahren zur Untersuchung der Bauchspeicheldrüse. Sie ermöglicht ein direktes Betrachten der Gänge innerhalb des Organs. Angezeigt ist die Pankreatikoskopie bei Stenosen des Gangsystems und bei bestimmten Tumoren. Für Pankreaskarzinome beträgt die diagnostische Sicherheit nur 50 %, für intraduktale muzinöse Pankreastumoren dagegen über 90 %. Daher wird das Verfahren weniger zur Primärdiagnostik von Pankreastumoren verwendet, sondern zur Abklärung schleimbildender Tumoren. Zur Durchführung wird ein Endoskop über den Mund eingeführt und über Speiseröhre, Magen und Zwölffingerdarm in den Ductus pancreaticus vorgeschoben.